# Wilfried Voigt (Fußballspieler)
Wilfried Voigt (* 15. Juli 1939) ist ein ehemaliger deutscher Fußballspieler, der 1964/65 für den SC Neubrandenburg in der DDR-Oberliga, der höchsten Spielklasse im DDR-Fußball spielte.

## Sportliche Laufbahn
Seine Laufbahn als Fußballspieler begann Wilfried Voigt 1953 bei der Betriebssportgemeinschaft (BSG) Turbine Neubrandenburg. 1962 stieg er mit der 1. Männermannschaft aus der drittklassigen II. DDR-Liga in die I. DDR-Liga auf. Als Mittelfeldspieler gehörte Voigt 1962/63, in der die Neubrandenburg als Sportclub antraten, 21 Punktspieleinsätzen zur Stamm-Mannschaft und erzielte in diesen Spielen zwei Tore. Als der SC  Neubrandenburg die Saison 1963/64 als Aufsteiger in die Oberliga beendete, war Voigt mit 19 Einsätzen bei 30 ausgetragenen Punktspielen beteiligt. In der Oberligasaison 1964/65 war er zunächst als Mittelfeldspieler gesetzt und absolvierte alle 13 Oberligaspiele der Hinrunde. Anschließend musste Voigt acht Punktspiele lang pausieren und kam am Saisonende nur noch viermal zum Einsatz. Da der SCN den Klassenerhalt nicht schaffte, spielte er anschließend wieder in der DDR-Liga (II. DDR-Liga bereits seit 1963 abgeschafft). Zunächst traten die Neubrandenburger nach der Ausgliederung aus dem Sportclub in der Spielzeit 1965/66 als Fußballsportvereinigung an, ab 1966 als BSG Post. Bis 1970 konnte Wilfried Voigt seinen Stammplatz behaupten. In den fünf DDR-Liga-Spielzeiten zwischen 1955 und 1970 fehlte er bei insgesamt 150 ausgetragenen Punktspielen fehlte er lediglich in sieben Partien. Seine letzte Saison mit der 1. Mannschaft der BSG Post bestritt Voigt 1970/71, in der er nur noch zwölf von 26 DDR-Liga-Spiele bestritt. Mit seinen 211 Spielen in DDR-Oberliga und DDR-Liga gehörte er zu den meist eingesetzten Spielern seiner aktiven Zeit. Nach Beendigung seiner Laufbahn als Fußballspieler wurde er Übungsleiter bei der 2. Mannschaft der Neubrandenburger, die in der drittklassigen Bezirksliga Neubrandenburg spielte.